# Leonhard Kass
Leonhard Kass (* 22. Oktober 1911 in Reval; † 23. November 1985 ebenda) war ein estnischer Fußballspieler.

## Karriere
Leonhard Kass wurde 1911 in Reval (ab 1918 in Tallinn umbenannt) der Hauptstadt des Gouvernements Estland geboren. In seiner Heimatstadt spielte der Stürmer die gesamte Karriere lang von 1931 bis 1940. Zunächst von 1931 bis 1935 beim Tallinna VS Sport aktiv spielte er in den Folgejahren für Puhkekodu Tallinn, JS Estonia Tallinn und Dünamo Tallinn.
Im Mai 1931 debütierte Kass (dt. für Katze) in Riga in der Estnischen Nationalmannschaft gegen Lettland. Vier Monate später nahm Kass mit der Auswahl Estlands am Baltic Cup 1931 teil. Im Wettbewerb kam dieser in beiden Länderspielen zum Einsatz. Nach zwei Siegen im Turnier konnte Kass für Estland nach 1929 den zweiten Titel gewinnen; dies gelang auch ein weiteres Mal bei der Austragung 1938, wobei er wieder als Stammspieler zum Zuge kam.
Für Estland kam Leonhard Kass auf insgesamt 40 Einsätze, bei denen er 8 Tore erzielte.

## Erfolge
- Estnischer Meister: 1932, 1945, 1947
- Baltic Cup: 1931, 1938